# Kababina alta
Kababina alta là một loài nhện trong họ Stiphidiidae.
Loài này thuộc chi Kababina. Kababina alta được V. T. Davies miêu tả năm 1995.